# Avrättning med elefant

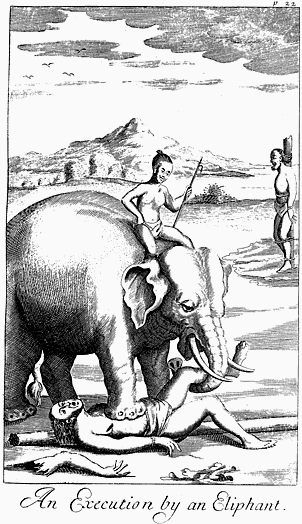
En dömd fånge slits i bitar av en elefant på Ceylon. Teckning från An Historical Relation of the Island Ceylon av Robert Knox (1681)

Avrättning med elefant (persiska: زير پای فيل افگندن bokstavligen "att kastas under en elefants fötter") var i tusentals år en vanlig avrättningsmetod för dem som dömts till döden i södra och sydöstra Asien, främst i Indien. Indiska elefanter användes för att krossa, slita sönder eller tortera fångar vid offentliga avrättningar. De tränade djuren användes antingen för att döda offer omedelbart eller att tortera dessa under en längre tid. I kunglig tjänst representerade elefanten både härskarens absoluta makt och hans förmåga att kontrollera vilda djur.
Bruket av elefanter för att avrätta fångar förskräckte europeiska upptäcktsresande och beskrevs i många reseskildringar och levnadsteckningar från Asien. Avrättningarna förbjöds till slut av de europeiska kolonialherrarna då dessa tog kontroll över regionen under 1700- och 1800-talen. Även om detta bruk av elefanter i huvudsak förekommit i Asien har metoden ibland använts av makter kring Medelhavet, såsom Rom och Karthago. Då särskilt i samband med bestraffning av soldater som gjort myteri.

## Kulturella aspekter
Intelligensen, tämjbarheten och mångsidigheten hos elefanterna gav dem stora fördelar framför de vilda djur som lejon och björnar som användes som bödlar av romarna. Elefanter är mer obevekliga än hästar: även om en häst kan tränas till att storma fram i ett fältslag, så är den inte villig att trampa ner en fiendesoldat utan kliver istället över honom eller henne. Elefanter trampar däremot gärna på sina fiender, därav stridselefanters popularitet hos generaler som Hannibal. Elefanter kan tränas till att avrätta fångar på många olika sätt och kan dresseras till att förlänga offrets lidande genom att tortera sitt offer långsamt till döds eller snabbt avrätta den dömde genom att trampa sönder personens huvud. Elefanterna var vid utförandet under en förares eller mahouts kontroll; på så sätt kunde en härskare garantera en möjlighet att avbryta bestraffningen i sista minuten och därigenom visa sig barmhärtig.
Skildringar av åtskilliga sådana uppvisningar av nåd finns nedskrivna från olika asiatiska kungadömen. Siams kungar tränade sina elefanter till att rulla den dömde personen ”över marken så sakta att han inte skulle skadas svårt”. Den moguliske sultanen Akbar den store sägs ha ”använt denna teknik till att pressa ’rebeller’ och mot slutet var fångarna antagligen ordentligt skrämda, och de fick behålla livhanken”. Vid ett tillfälle ska Akbar ha låtit kasta en man till elefanterna så att han fick genomlida fem dagar av sådan behandling innan han benådades. Elefanter användes ibland under ett slags mandomsprov som den dömde fången släpptes fri från om han klarade av att freda sig mot elefanten.
Bruket av elefanter på det sättet övergick den normala kungliga makten över liv och död. Elefanter har använts länge som symboler för kunglig auktoritet (och används fortfarande så på en del platser som till exempel Burma och Thailand, där vita elefanter hålls och dyrkas). Användandet av elefanter som maktmedel gav signaler om att härskaren kunde kontrollera mycket kraftfulla varelser som lydde honom fullständigt. Härskaren ansågs därmed ha en moralisk och andlig dominans över vilda djur, vilket stärkte hans auktoritet och den aura av mystik som omgav honom.

## Geografisk utbredning
Avrättning med elefanter har använts i många delar av världen av både västerländska och asiatiska riken. De tidigaste kända avrättningarna av detta slag förekom under klassisk tid. Avrättningsmetoden var väletablerad redan på den tiden och fortsatte att användas till en bit in på 1800-talet.
Trots att den afrikanska elefanten är betydligt större än den indiska användes den knappast, vare sig i krig eller i ceremonier, då den är mycket svårare att tämja än sin asiatiska motsvarighet. I vissa antika riken i Afrika användes visserligen elefanter, men dessa tillhörde en numera utdöd nordafrikansk underart Loxodonta (africana) pharaoensis (se artikeln om stridselefanter för en inblick). Bruket av tama elefanter har därför i stort varit begränsat till de delar av världen där indiska elefanter förekommit.

### Asiatiska riken

#### Västra Asien
Under medeltiden användes avrättningar med elefanter av åtskilliga västasiatiska riken, som Bysans, hos sasaniderna, hos seldjukerna och hos timuriderna. Exempel på det är då den sassanidiske kungen Khosrau II, som hade ett harem med 3 000 hustrur och 12 000 kvinnliga slavar, krävde att få gifta sig med Hadiqah, dottern till den kristne araben Na’aman. Na’aman vägrade att släppa sin kristna dotter till en zoroastriers harem och för denna vägran trampades han till döds av en elefant.
Detta bruk verkar annars ha förekommit i delar av den muslimska mellanöstern. Rabbi Petachiah av Ratisbon, en judisk upptäcktsresande från 1100-talet, rapporterade om en sådan avrättning under sin vistelse i det Seldjuk-styrda norra Mesopotamien (dagens Irak):
| ” | I Nineveh fanns en elefant. Dess huvud stack inte fram. Den är stor, och äter ungefär två lass hö åt gången; dess mun sitter nära dess bröst, och när den äter så skjuter den fram sin läpp ungefär två längder, tar upp höet med den och för in det i sin mun. När sultanen dömer någon till döden, så säger de till elefanten, "denna person är skyldig." Den tar honom med sin läpp, slänger upp honom och slår ihjäl honom. | „ |
| – | |   |

#### Sri Lanka
Elefanter användes i stor omfattning för avrättningar över hela den indiska subkontinenten och sydöstra Asien. Den engelske sjömannen Robert Knox beskrev 1681 en avrättningsmetod som han hade sett när han hölls fången på Sri Lanka. Knox beskrev elefanter som fått treeggade järn med sockel fästa på sina betar. Efter att ha spetsat offrets kropp med sina betar slet elefanten kroppen i bitar och kastade iväg den lem för lem.
1800-talsresenären James Emerson Tennent berättade att en ”hövding i Kandy [Sri Lanka], som hade bevittnat sådana scener, hade försäkrat oss att elefanten aldrig någon gång använde sina betar, utan satte sin fot på det värnlösa offret och plockade loss hans lemmar en efter en genom en plötslig rörelse med sin snabel.” Knox's bok visar exakt denna avrättningsmetod med den välkända teckningen ”En avrättning med en elefant”.
År 1850 beskrev den brittiske diplomaten Sir Henry Charles Sirr ett besök hos en av de elefanter som använts av Sri Vikrama Rajasinha, den siste kungen i Kandy, för att avrätta brottslingar. Britterna avskaffade krossning med elefant efter att de störtat kungariket i Kandy 1815, men kungens avrättningselefant var fortfarande i livet och den kom uppenbarligen ihåg sina forna plikter. Sirr kommenterar:
| ” | Under den infödda dynastin var det brukligt att träna elefanter att döda brottslingar genom att trampa på dem, djuren undervisades till att förlänga pinan hos de fördömda genom att krossa lemmarna och undvika de vitala delarna. Med den siste tyrannkungen i Candy, så var detta favoritmodellen för avrättning och eftersom en av bödelselefanterna fanns i den forna huvudstaden under vår rundresa där, så var vi särskilt ivriga att testa kreaturets duglighet och minne. Djuret var fläckigt och av enorm storlek, och stod tyst där med sin skötare sittande uppe på sin nacke; adelsmannen som följde med oss bad skötaren att stiga av och ställa sig på ena sidan. Hövdingen gav då sitt kommando, och beordrade kreaturet att ’döda kräket!’ Elefanten höjde sin snabel och tvinnade den som om den lindades runt en människa; kreaturet gjorde sen rörelser som om den lade mannen på marken framför sig, därefter höjde den långsamt sin framfot, placerade den växelvis på platserna där den dömdes lemmar skulle ha funnits. Han fortsatte på det sättet i några minuter; sen som om han blivit nöjd med att benen måste ha krossats, höjde elefanten sin snabel över sitt huvud och stod orörlig; hövdingen gav då ordern att ’avsluta sitt arbete’, och kreaturet ställde omedelbart en fot, som om det var uppe på en människas buk, och den andra på huvudet, uppenbarligen för att använda hela sin styrka för att krossa och avsluta stackarens lidande. | „ |
| – | |   |

#### Indien

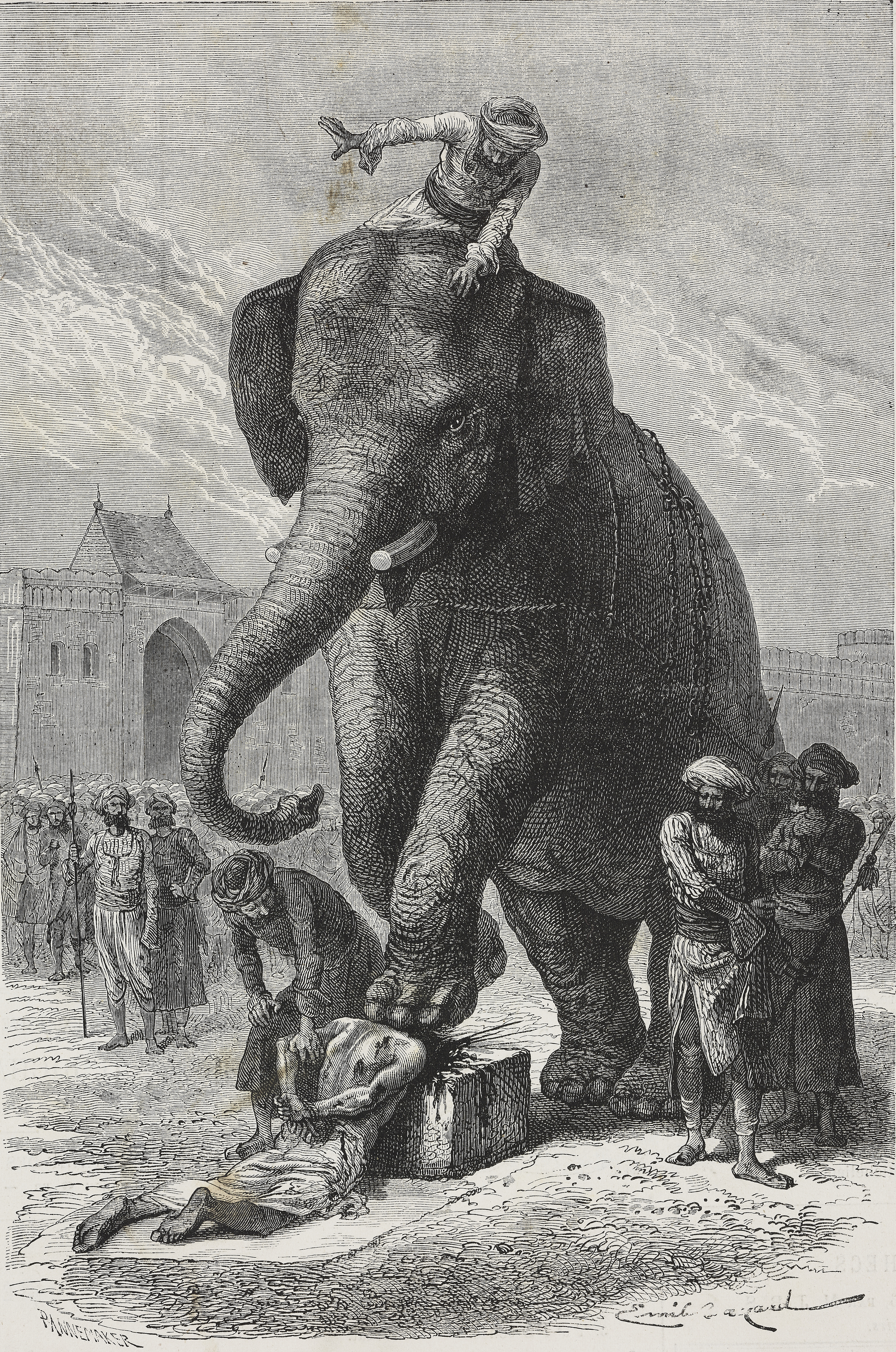
Louis Rousselet beskrev denna avrättning i ”Le Tour du Monde” 1868.

Elefanter användes som förstaval till bödlar i Indien under flera århundraden. Hinduiska och muslimska härskare lät avrätta skattesmitare, rebeller och fiendesoldater på samma sätt: ”under elefanters fötter”. Manu Smriti eller Manus lagar, nedtecknade vid ungefär år 200 e.kr. föreskrev avrättning med elefanter för ett antal brott. Om egendom stals till exempel, ”ska kungen ha varje tjuv som infångats i samband med dess försvinnande avrättad av en elefant.”
Under mogultiden, ”var det vanligt att avrätta genom att ha lagbrytaren trampad under en elefants fötter.”" Kapten Alexander Hamilton, beskrev 1727 hur mogulhärskaren Shah Jahan gav order om att en militär befälhavare som inte lytt order skulle föras ”till elefantgården, och där bli avrättad av en elefant, vilket räknas som en skamlig och fruktansvärd död”. Mogulkejsaren Humayun beordrade att en imam skulle krossas av elefant, då han av misstag trodde att imamen kritiserade hans styre. Vissa monarker använde denna avrättningsmetod för sitt eget höga nöjes skull. Mogulhärskaren kejsar Jahangir påstås ha beordrat att ett stort antal brottslingar skulle krossas för att förnöja honom. Den franske resenären François Bernier, som bevittnade sådana avrättningar, noterade sitt missnöje över att kejsaren roades av dessa grymma bestraffningar. Krossning var dock inte den enda metoden som användes vid mogulernas elefantavrättningar; i mogulsultanatet Delhi var elefanter tränade att hacka fångar i bitar "med spetsiga skärblad monterade på sina betar".
Andra indiska stater utförde också avrättningar med elefanter. Marathaledaren Sambhaji beordrade mot slutet av 1600-talet att ett antal konspiratörer, inklusive marathatjänstemannen Anaji Datto, skulle dö på detta sätt. En annan maratha-ledare, general Santaji, införde denna bestraffning för brott mot den militära disciplinen. Den samtida historikern Khafi Khan skrev att "för en bagatellartad förseelse skulle han [Santaji] kasta en man under en elefants fötter."
Den tidige 1800-talsförfattaren Robert Kerr minns hur kungen av Goa ”håller vissa elefanter för att avrätta missgärningsmän. När en av dessa förs fram för att avrätta en brottsling, och om dess skötare önskar att brottslingen ska avrättas snabbt, så kommer det stora kreaturet omedelbart att krossa honom till atomer under sin fot; men om det önskas tortyr, så kommer den att bryta hans lemmar en efter en, som män krossas på hjulet.” Naturvetaren Georges-Louis Leclerc, Comte de Buffon minns denna flexibilitet som ett bevis för att elefanter var kapabla att "resonera mänskligt, [snarare] än enkla, naturliga instinkter".
Avrättningarna var ofta offentliga i avskräckande syfte. Därför var många av elefanterna särskilt stora; de vägde ofta mer än 9 ton. Avrättningarna var avsedda att vara fruktansvärda, och enligt vittnesmål var de oftast det. De föregicks ofta av offentlig tortyr utförd av samma elefant som sedan skulle utföra avrättningen. Ett vittnesmål om sådan tortyr och avrättning i Baroda 1814 har bevarats i Percy's Anekdoter:
| ” | Mannen var en slav, som två dagar före hade mördat sin herre, broder till en infödd hövding, som kallades Ameer Sahib. Vid ungefär klockan elva fördes elefanten ut, med endast föraren på sin rygg omgiven av infödda med bambustavar i sina händer. Brottslingen placerades tre yards bakom på marken, hans ben bands med tre rep, vilka sattes fast på en ring runt djurets högra bakben. För varje steg elefanten tog, så drogs han framåt, och efter vart åttonde till tionde steg måste lem efter lem ha knäckts för de var lösa och brutna när elefanten fortsatt femhundra yards. Mannen visade livstecken trots att han var täckt av lera, och verkade lida av de värsta plågor. Efter att ha torterats på detta sätt i ungefär en timme, så togs han till utsidan av staden, där elefanten som har instruerats för sådana syften, backades upp och satte sin fot på brottslingens huvud. | „ |
| – | |   |

Bruket av elefanter som bödlar fortsatte en bra bit in på andra halvan av 1800-talet. Under en expedition till centrala Indien 1868, beskrev Louis Rousselet hur en brottsling avrättades med hjälp av en elefant. En teckning av avrättningen visar hur den dömde tvingas ner på en plats där hans huvud sätts på en piedestal, och sedan hålls fast där medan en elefant krossar det med foten. Teckningen överfördes till en etsning i trä för att publiceras i ”Le Tour du Monde”, en vida spridd fransk tidning om resor och äventyr, samt i utländska tidningar som Harper's Weekly.
Det Brittiska imperiets ökande makt innebar slutet för avrättning med elefant i Indien. Eleanor Maddock noterade 1914 att i Kashmir efter européernas ankomst, ”är många gamla seder och bruk på väg att försvinna – och ett är det hemska bruket att avrätta brottslingar med en elefant tränad för detta och var känt under det nedärvda namnet ’Gunga Rao’."

#### Sydostasien

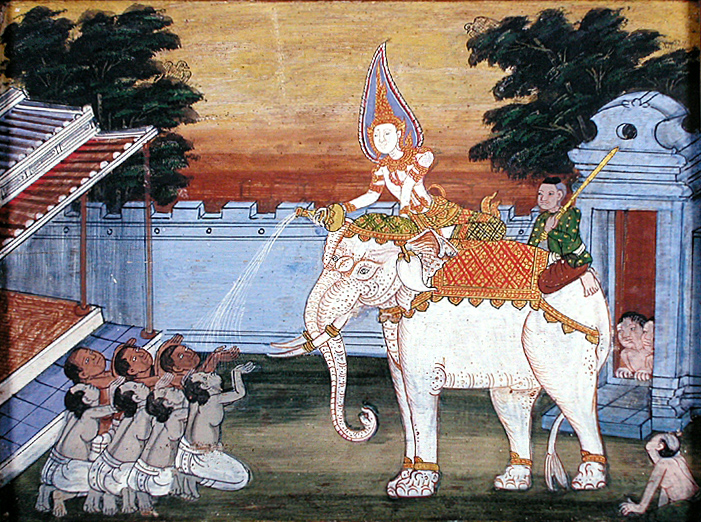
En kunglig vit elefant, en maktsymbol i Thailand.

Det har rapporterats att elefanter ofta har använts för avrättningar i Sydostasien, och de användes i detta syfte i Burma sedan äldsta historiska tid likväl i kungariket Champa på den andra sidan av den indokinesiska halvön. I Siam tränades elefanter att kasta de dömda upp i luften innan de blev trampade till döds. John Crawfurds journal noterar en annan metod av avrättning med elefant i kungariket Cochinkina (moderna södra Vietnam), där han tjänstgjorde som brittisk diplomat 1821. Crawfurd minns en händelse där "brottslingen är bunden vid en påle, och kungens favoritelefant rusade ner mot honom och krossade honom till döds."

### Medelhavsriken
Romarna, karthagerna och makedoniska greker använde elefanter för avrättningar vid de tillfällen de även användes i krigföringen. Mest känt är bruket hos Hannibal. Desertörer, krigsfångar och militärbrottslingar ska enligt antikens krönikörer ha avrättats under elefanters fötter. Perdiccas, som blev makedoniernas regent efter Alexander den stores död 323 f.Kr., lät kasta myterister från general Meleagers fraktion till elefanterna för att krossas i staden Babylon. Den romerske författaren Quintus Curtius Rufus minns denna händelse i sin Historiae Alexandri Magni: "Perdiccas såg att de [myteristerna] var paralyserade i hans nåd. Han kallade fram från huvudhären ungefär 300 män som hade följt Meleager när han bröt ut från det första mötet som hölls efter Alexanders död, och han lät kasta dessa till elefanterna inför ögonen på hela armén. Alla trampades till döds under bestarnas fötter..."
Den romerske författaren Valerius Maximus berättar hur generalen Lucius Aemilius Paulus Macedonicus "efter att kung Perseus besegrades 167 f.Kr., lät kasta män under elefanter för att trampas för samma brott [desertering]... Och sannerligen behövs denna sorts hårda och snara bestraffningar för att upprätthålla disciplinen, därför att detta är hur vapnens styrka står fast, och när den faller av från den rätta kursen, kommer styrkan att bli omstörtad."
Det finns färre omnämnanden av elefanter som använts som renodlade bödlar för den civila befolkningen. Ett sådant exempel ges dock av Josefus och den Tredje mackabéerboken i samband med judarnas exil i egypten, trots att historien förmodligen är apokryfisk. Den 3:e mackabéerboken beskriver ett försök av Ptolemaios IV Filopator (styrde 221–204 f.Kr.) att förslava och stämpla Egyptens judar med Dionysus symbol. När majoriteten av judarna stod emot detta, påstås kungen ha låtit ringa in dem och beordrat dessa att trampas av elefanter. Massavrättningen avbröts dock, och det påstås ha varit änglar som gripit in. Efter detta antog Ptolemaios IV Filopator en mer förlåtande attityd mot sina judiska undersåtar.

## Dödsfall orsakade av elefanter
Dödsfall orsakade av elefanter är fortfarande vanliga i delar av Afrika och Sydasien där människor och elefanter samexisterar. I enbart Sri Lanka dödas 50–100 människor årligen i sammandrabbningar mellan människor och elefanter. Det handlar dock inte om tama elefanter, som människor använder som bödlar, utan om vilda elefanter som anfaller människor. Detta öde drabbade den svenska barnboksförfattaren Ingegerd Zetterlund  sommaren 2002 på en vandringsstig nära foten av Mount Kenya.
Att krossas av elefanter i fångenskap är en stor yrkesfara bland elefantskötare på zoo.
När George Orwell jobbade som polis för den brittiska kolonialregeringen i Burma 1926, var han tvungen att hantera en incident där en tam elefant blev galen, ”musth”, och dödade en man genom att stampa på honom. Orwell beskriver händelsen i sin berömda essä ”Att skjuta en elefant” (Shooting an Elephant): "Friktionen från den store bestens fot hade flått av huden på hans rygg lika fint som när man flår en kanin."